# Cyclocardia beebei
Cyclocardia beebei is een tweekleppigensoort uit de familie van de Carditidae. De wetenschappelijke naam van de soort is voor het eerst geldig gepubliceerd in 1958 door Hertlein.